# 강한팔작은귀땃쥐
강한팔작은귀땃쥐(Cryptotis lacertosus)는 땃쥐과에 속하는 포유류의 일종이다. 과테말라 서부의 토착종으로 해발 2,680m와 3,100m 사이의 고도에서 서식한다. 작은귀땃쥐류 중에서 가장 큰 종으로 머리에서 궁둥이까지 몸길이는 75~87mm, 꼬리 길이는 24~30mm, 몸무게는 10~17g 정도이다. 털은 짙은 갈색 또는 검은 색을 띤다. 학명의 종소명 "라케르토수스"(lacertosus)는 "강한 팔"(strong arm)이라는 의미의 라틴어에서 유래했으며, 이는 이 종의 상박골이 크기 때문이다.